# Edward Kobyliński
Prus Edward Kobyliński, poljski veslač, * 15. januar 1908, Varšava, † 7. september 1992, Varšava.
Kobyliński je za Poljsko nastopil na Poletnih olimpijskih igrah 1932 v Los Angelesu in na Poletnih olimpijskih igrah 1936 v Berlinu.
V Los Angelesu je veslal v četvercu s krmarjem, s katerim je osvojil bronasto medaljo. 
V Berlinu je bil s soveslačem Ryszardom Borzuchowskim v dvojcu brez krmarja šesti. 
Med drugo svetovno vojno se je v poljski armadi boril med nemško invazijo na Poljsko, zadnja bitka v kateri je sodeloval pa je bila bitka za Kock.